# Xavier Louis Réguis
Pour les articles homonymes, voir Réguis.
Xavier Louis Réguis, né le 12 novembre 1790 à Sisteron et mort le 15 mars 1882 dans la même ville, est un homme politique français, député au Corps législatif sous le Second Empire.

## Biographie
Après des études à l’École polytechnique, il entre dans l’artillerie et fait la campagne de Russie et celle d’Allemagne, avant d’être mis en demi-solde sous la Restauration.
Sous la Monarchie de Juillet, il rentre à nouveau dans l’armée. Mis à la retraite en 1850, il se présente sous l’étiquette candidat du gouvernement en 1853 au Corps législatif. Il est par la suite constamment réélu en 1857, 1863 et 1869. Bien que soutenant l’Empire, il vote parfois avec les libéraux, notamment contre la loi militaire en 1868.